# فوشية إكسيترية
فوشية إكسيترية (الاسم العلمي:Fuchsia exoniensis) هو نوع من النباتات يتبع جنس الفوشية من الفصيلة الأخدرية.